# Försäkringsavtalslagen
Försäkringsavtalslagen (2005:104), förkortat FAL, är en svensk lag som sedan 2006 ersätter 1927 års försäkringsavtalslag och Konsumentförsäkringslagen, och även gäller för gruppförsäkringar.
Lagen innehåller i regel tvingande och detaljerade bestämmelser om information som måste lämnas till försäkringstagaren före och efter köp av försäkring. Bland annat måste krav på enkel och tydlig information lämnas där viktiga begränsningar i försäkringsskyddet ska framgå, annars kan dessa begränsningar inte åberopas.
För individualförsäkringar finns en kontraheringsplikt som innebär förbud mot att vägra teckning av personförsäkring som normalt tillhandahålls allmänheten. I annat fall måste försäkringsgivaren visa att den som vill teckna försäkringen till exempel har en sjukdom som hindrar att försäkringen tecknas.
Försäkringsavtalslagen har stöd för reservationsmetoden som innebär möjlighet att återuppliva en försäkring under viss tid (automatanslutning med reservationsrätt).